# Lidia Bongiovanni
Lidia Bongiovanni (gift Hruska), född 1 oktober 1914i Turin, död 18 februari 1998 i Turin, var en italiensk friidrottare med löpgrenar som huvudgren. 
Bongiovanni var flerfaldig italiensk mästare och blev medaljör vid damolympiaden Olimpiadi della Grazia 1931 och Universaden och var en pionjär inom damidrott.

## Biografi
Lidia Bongiovanni föddes 1914 i Turin i nordvästra Italien, i ungdomstiden blev hon intresserad av friidrott. 1929 gick med i idrottsföreningen "Società Ginnastica di Torino", hon tävlade främst i kortdistanslöpning men även i höjdhopp, längdhopp och diskuskastning. Bongiovanni arbetade då på telefonbolaget Società Italiana per l'Esercizio Telefonico-SIP. Hon tävlade även i flera landskamper i det italienska damlandslaget i friidrott.
1929 deltog hon i sina första tävlingar, hon vann stafettlöpning 4 x 100 meter (med Bongiovanni som förste löpare, Giovanna Viarengo, Ellen Capozzi och Margherita Scolari) i en tävling i Bologna.
1930 deltog hon i sina första italienska mästerskap (Campionati italiani assoluti di atletica leggera) i Udine, hon tog silvermedalj i löpning 60 m och 80 m, häcklöpning 80 m och stående höjdhopp. Vid tävlingar i Neapel 19 juni satte hon även italienskt rekord i stafettlöpning 4 x 100 m (med Tina Steiner, Maria Bravin och Derna Polazzo). Senare samma år deltog Bongiovanni vid damolympiaden Internationella kvinnospelen i Prag. Hon tävlade i flera grenar men utan att nå medaljplats, under kvalloppen i stafettlöpning 4 x 100 meter (med Viarengo, Steiner och Bravin) 7 september blev sluttiden dock nytt italienskt rekord igen.
1931 tog Bongiovanni guldmedalj i stående höjdhopp i italienska mästerskapen och bronsmedalj i löpning 200 meter. Senare under 1931 deltog hon vid damolympiaden Olimpiadi della Grazia i Florens, under idrottsspelen vann hon silvermedalj i stafettlöpning 4 x 75 meter (med Bongiovanni som förste löpare, Maria Bravin, Tina Steiner och Giovanna Viarengo). Hon tävlade även i löpning 60 meter och ytterligare stafettgrenar dock utan att nå medaljplats. Segertiden i stafettlöpning 4 x 75 m var också italienskt rekord.
1933 deltog Bongiovanni vid Universiaden i Turin, under idrottsspelen vann hon guldmedalj i diskuskastning med 25,62 meter samt guldmedalj i stafettlöpning 4 x 100 meter (med Bongiovanni som förste löpare, Maria Cosselli, Claudia Testoni och Ondina Valla).
1936 tog hon silvermedalj i stafettlöpning 4 x 100 meter och löpning 100 meter i de italienska mästerskapen. Senare under 1936 deltog hon vid Olympiska sommarspelen i Berlin dock utan att ta medalj, hon slutade på 4.e plats i stafettfinalen 4 x 100 meter (med Bongiovanni som förste löpare, Ondina Valla, Fernanda Bullano och Claudia Testoni).
1937 deltog Bongiovanni i sina sista italienska mästerskap då hon tog silvermedalj i löpning 60 meter och stafettlöpning 4 x 100 meter.
Under Andra världskriget gick hon med i motståndsrörelsen. Åren 1946-1947 var hon förbundskapten för det italienska damlandslaget (Nazionale di atletica leggera dell'Italia) i friidrott. Senare drog hon sig tillbaka från tävlingslivet. Bongiovanni gifte sig med Rudolf Hruska och började arbeta hos teknologiföretaget Finmeccanica.
Bongiovanni dog i februari 1998 i Turin.